# 2015年加利福尼亚州罗兰岗欺凌事件
罗兰岗殴打事件是2015年3月在美国加利福尼亚州罗兰岗发生的两起中国留学生欺凌、袭击事件。
共六名中国籍留学生参与殴打了两位中国女孩。在袭击者中，杨玉涵（Coco Yang）、章鑫磊（John Zhang）和翟芸瑶（Helen Zhai）已成年，其余三名为未成年人。三名成年犯案者已在2015年3月31日被执法部门逮捕。 三人的保释金均被设定为300万美元。 其中一名案犯的父亲因为贿赂证人而被捕。
三名嫌犯被控虐待与绑架罪。在加州虐待罪最高可被判处终身监禁。所有涉案人员均被判入狱服刑。翟芸瑶被判有期徒刑13年，杨玉涵被判10年，章鑫磊被判6年。